# Élections régionales de 2008 dans les Abruzzes
Les élections régionales de 2008 dans les Abruzzes (en italien : Elezioni regionali in Abruzzo del 2008) se tiennent le 14 décembre 2008, afin d'élire le président de la junte régionale et les 44 conseillers de la IXe législature du conseil régional des Abruzzes pour un mandat de cinq ans.

## Système électoral

Région des Abruzzes.

Les Abruzzes sont une  région italienne à statut simple. 
Le conseil régional ainsi que son président sont élus simultanément au suffrage universel direct. Les 44 conseillers sont élus au scrutin proportionnel plurinominal avec listes ouvertes, vote préférentiel et seuil électoral de 4 %, tandis que le président est élu au scrutin uninominal majoritaire à un tour. Ce dernier se présente obligatoirement en tant que candidat d'une liste en lice pour le conseil régional, ce qui interdit de fait les candidatures sans étiquettes.
36 des sièges à pourvoir le sont dans quatre circonscriptions, correspondant aux quatre provinces de la région.
La liste du président élu reçoit d'emblée une prime majoritaire de 7 sièges portant sa part des sièges à un nombre compris entre 60 et 65 % du total. Les sièges sont ensuite repartis à la proportionnelle aux différentes listes ayant franchi le seuil électoral, et à leurs candidats en fonction des votes préférentiels qu'ils ont recueillis. Le seuil de 4 % est abaissé à 2 % pour les listes se présentant au sein d'une coalition. Par ailleurs, le président élu ainsi que le candidat arrivé en seconde position deviennent de droit membres du conseil, ce qui porte le total de conseillers à 45.

### Modalités
L'électeur vote sur un même bulletin pour un candidat à la présidence et pour la liste d'un parti. Il a la possibilité d'exprimer ce vote de plusieurs façons.
- Soit voter pour une liste, auquel cas son vote s'ajoute également à ceux pour le candidat à la présidence soutenu par la liste. Il a également la possibilité d'exprimer un vote préférentiel pour deux candidats de son choix sur la liste en écrivant leurs noms. Il ne doit dans ce cas pas écrire les noms de deux candidats de même sexe, ni un seul nom.

- Soit ne voter que pour un candidat à la présidence, auquel cas son vote n'est pas étendu à sa liste.

- Soit préciser son vote pour un candidat et pour une liste. Cette dernière doit cependant obligatoirement faire partie de celles soutenant le candidat choisi.

### Répartition des sièges
| Provinces                                      | Sièges | +/-           |  |
| Chieti                                         | 11     | 1             |  |
| L'Aquila                                       | 9      | 2             |  |
| Pescara                                        | 9      | 4             |  |
| Teramo                                         | 7      | en stagnation |  |
| Candidats à la présidence et prime majoritaire | 9      | en stagnation |  |
| Total                                          | 45     | 5             |  |

## Résultats
|                        |                        |            |            |                      |                                          |                                         |         |         |         |               |               |       |  |  |
| Présidence             | Présidence             | Présidence | Présidence | Présidence           | Conseil                                  | Conseil                                 | Conseil | Conseil | Conseil | Conseil       | Conseil       | Total |  |  |
| Candidats              | Candidats              | Votes      | %          | Élus                 | Partis                                   | Partis                                  | Votes   | %       | +/-     | Sièges        | +/-           | Total |  |  |
|                        | Giovanni Chiodi (PdL)  | 295 371    | 48,81      | 8                    |                                          | Le Peuple de la Liberté (PdL)           | 190 919 | 35,19   | 8,01    | 15            | 7             |       |  |  |
|                        | Giovanni Chiodi (PdL)  | 295 371    | 48,81      | 8                    | Lève-toi Abruzzes (AF-DC-LD-PRI)         | 40 256                                  | 7,42    | Nv.     | 3       | 3             |               |       |  |  |
|                        | Giovanni Chiodi (PdL)  | 295 371    | 48,81      | 8                    | Mouvement pour les autonomies (MpA)      | 18 040                                  | 3,32    | Nv.     | 1       | 1             |               |       |  |  |
|                        | Giovanni Chiodi (PdL)  | 295 371    | 48,81      | 8                    | Libéraux-socialistes                     | 7 753                                   | 1,43    | Nv.     | –       | en stagnation |               |       |  |  |
| Total Centre-droit     | Total Centre-droit     | 295 371    | 48,81      | 8                    | 256 968                                  | 47,36                                   | 6,15    | 19      | 7       | 27            |               |       |  |  |
|                        | Carlo Costantini (IdV) | 258 199    | 42,67      | 1                    |                                          | Parti démocrate (PD)                    | 106 410 | 19,61   | 15,72   | 7             | 5             |       |  |  |
|                        | Carlo Costantini (IdV) | 258 199    | 42,67      | 1                    | Italie des valeurs (IdV)                 | 81 557                                  | 15,03   | 12,58   | 5       | 4             |               |       |  |  |
|                        | Carlo Costantini (IdV) | 258 199    | 42,67      | 1                    | Parti de la refondation communiste (PRC) | 15 435                                  | 2,84    | 2,07    | 1       | en stagnation |               |       |  |  |
|                        | Carlo Costantini (IdV) | 258 199    | 42,67      | 1                    | La Gauche (FdV-SD)                       | 12 054                                  | 2,22    | 0,21    | 1       | en stagnation |               |       |  |  |
|                        | Carlo Costantini (IdV) | 258 199    | 42,67      | 1                    | Parti des communistes italiens (PdCI)    | 9 955                                   | 1,83    | 1,12    | 1       | en stagnation |               |       |  |  |
|                        | Carlo Costantini (IdV) | 258 199    | 42,67      | 1                    | Parti socialiste italien (PSI)           | 9 387                                   | 1,73    | 3,48    | –       | en stagnation |               |       |  |  |
|                        | Carlo Costantini (IdV) | 258 199    | 42,67      | 1                    | Démocrates pour les Abruzzes             | 7 507                                   | 1,38    | Nv.     | –       | en stagnation |               |       |  |  |
| Total Centre-gauche    | Total Centre-gauche    | 258 199    | 42,67      | 1                    | 242 305                                  | 44,66                                   | 13,25   | 15      | 4       | 16            |               |       |  |  |
|                        | Rodolfo de Laurentiis  | 32 604     | 5,39       | —                    |                                          | Liste commune UdC-UDEUR                 | 30 452  | 5,61    | 7,54    | 2             | 2             | 2     |  |  |
|                        | Teodoro Buontempo      | 11 514     | 1,90       | —                    |                                          | La Droite (LD)                          | 9 597   | 1,77    | Nv.     | 0             | en stagnation | 0     |  |  |
|                        | Ilaria Del Biondo      | 4 625      | 0,76       | —                    |                                          | Parti communiste des travailleurs (PCL) | 2 018   | 0,37    | Nv.     | 0             | en stagnation | 0     |  |  |
|                        | Angelo Di Prospero     | 2 791      | 0,46       | —                    |                                          | Pour le bien commun                     | 1 237   | 0,23    | Nv.     | 0             | en stagnation | 0     |  |  |
|                        |                        |            |            |                      |                                          |                                         |         |         |         |               |               |       |  |  |
| Votes valides          | Votes valides          | 605 104    | 94,47      |                      | Votes valides                            | Votes valides                           | 542 577 | 84,71   |         |               |               |       |  |  |
| Votes blancs et nuls   | Votes blancs et nuls   | 35 416     | 5,53       | Votes blancs et nuls | Votes blancs et nuls                     | 97 943                                  | 15,29   |         |         |               |               |       |  |  |
| Total candidats        | Total candidats        | 640 520    | 100        | 9                    | Total partis                             | Total partis                            | 640 520 | 100     | -       | 36            | 5             | 45    |  |  |
| Abstentions            | Abstentions            | 568 560    | 47,02      |                      |                                          |                                         |         |         |         |               |               |       |  |  |
| Inscrits/Participation | Inscrits/Participation | 1 209 080  | 52,98      |                      |                                          |                                         |         |         |         |               |               |       |  |  |